# ATP Mumbai Open 2006 - Qualificazioni singolare
Le qualificazioni del singolare dell'ATP Mumbai Open 2006 sono state un torneo di tennis preliminare per accedere alla fase finale della manifestazione. I vincitori dell'ultimo turno sono entrati di diritto nel tabellone principale. In caso di ritiro di uno o più giocatori aventi diritto a questi sono subentrati i lucky loser, ossia i giocatori che hanno perso nell'ultimo turno ma che avevano una classifica più alta rispetto agli altri partecipanti che avevano comunque perso nel turno finale.
Le qualificazioni del torneo ATP Mumbai Open 2006 prevedevano 32 partecipanti di cui 4 sono entrati nel tabellone principale.

## Teste di serie
1. Gouichi Motomura (Qualificato)
2. James Auckland (Qualificato)
3. Frank Moser (Qualificato)
4. Martijn Van Haasteren (ultimo turno)

1. Jasper Smit (Qualificato)
2. Sanam Singh (ultimo turno)
3. Aditya Madkekar (ultimo turno)
4. Vishnu Vardhan (secondo turno)

## Qualificati
1. Gouichi Motomura
2. James Auckland

1. Frank Moser
2. Jasper Smit

## Tabellone

### Legenda
| - Q = Qualificato - WC = Wild card - LL = Lucky loser | - ALT = Alternate - SE = Special Exempt - PR = Protected Ranking | - w/o = Walkover - r = Ritirato - d = Squalificato |

### Sezione 1
|  | Primo turno         | Primo turno           | Primo turno         | Primo turno | Primo turno |  |  | Secondo turno | Secondo turno       | Secondo turno       | Secondo turno       | Secondo turno |    |   | Ultimo turno | Ultimo turno     | Ultimo turno     | Ultimo turno | Ultimo turno |  |
|  |                     |                       |                     |             |             |  |  |               |                     |                     |                     |               |    |   |              |                  |                  |              |              |  |
|  |                     |                       |                     |             |             |  |  |               |                     |                     |                     |               |    |   |              |                  |                  |              |              |  |
|  |                     |                       |                     |             |             |  |  | 1             | Gouichi Motomura    | Gouichi Motomura    | 6                   | 6             |    |   |              |                  |                  |              |              |  |
|  | Xiao-Long Yin       | Xiao-Long Yin         | 3                   | 6           | 6           |  |  |               | Xiao-Long Yin       | Xiao-Long Yin       | 2                   | 2             |    |   |              |                  |                  |              |              |  |
|  | Vijayendra Laad     | Vijayendra Laad       | 6                   | 3           | 1           |  |  |               |                     |                     |                     |               |    |   | 1            | Gouichi Motomura | Gouichi Motomura | 7            | 6            |  |
|  | Christopher Marquis | Christopher Marquis   | Christopher Marquis | 6           | 6           |  |  |               |                     | 6                   | Sanam Singh         | Sanam Singh   | 62 | 2 |              |                  |                  |              |              |  |
|  | Akshay Bajoria      | Akshay Bajoria        | Akshay Bajoria      | 3           | 4           |  |  |               | Christopher Marquis | Christopher Marquis | Christopher Marquis |               |    |   |              |                  |                  |              |              |  |
|  | 6                   | Sanam Singh           | 3                   | 6           | 4           |  |  | 6             | Sanam Singh         | Sanam Singh         | Sanam Singh         | W-O           |    |   |              |                  |                  |              |              |  |
|  |                     | Jeevan Nedunchezhiyan | 6                   | 1           | 1r          |  |  |               |                     |                     |                     |               |    |   |              |                  |                  |              |              |  |

### Sezione 2
|  | Primo turno     | Primo turno     | Primo turno     | Primo turno | Primo turno |  |  | Secondo turno | Secondo turno   | Secondo turno   | Secondo turno   | Secondo turno   |   |   | Ultimo turno | Ultimo turno   | Ultimo turno   | Ultimo turno | Ultimo turno |  |
|  |                 |                 |                 |             |             |  |  |               |                 |                 |                 |                 |   |   |              |                |                |              |              |  |
|  |                 |                 |                 |             |             |  |  |               |                 |                 |                 |                 |   |   |              |                |                |              |              |  |
|  |                 |                 |                 |             |             |  |  | 2             | James Auckland  | James Auckland  | 6               | 6               |   |   |              |                |                |              |              |  |
|  | Purav Raja      | Purav Raja      | Purav Raja      | 6           | 6           |  |  |               | Purav Raja      | Purav Raja      | 3               | 4               |   |   |              |                |                |              |              |  |
|  | Benjamin Xavier | Benjamin Xavier | Benjamin Xavier | 0           | 3           |  |  |               |                 |                 |                 |                 |   |   | 2            | James Auckland | James Auckland | 6            | 6            |  |
|  | Nishank Mishra  | Nishank Mishra  | Nishank Mishra  | 6           | 6           |  |  |               |                 | 7               | Aditya Madkekar | Aditya Madkekar | 2 | 4 |              |                |                |              |              |  |
|  | Adedin Shamm    | Adedin Shamm    | Adedin Shamm    | 1           | 1           |  |  |               | Nishank Mishra  | Nishank Mishra  | 1               | 3               |   |   |              |                |                |              |              |  |
|  | 7               | Aditya Madkekar | Aditya Madkekar | 6           | 6           |  |  | 7             | Aditya Madkekar | Aditya Madkekar | 6               | 6               |   |   |              |                |                |              |              |  |
|  |                 | Alon Moses      | Alon Moses      | 0           | 1           |  |  |               |                 |                 |                 |                 |   |   |              |                |                |              |              |  |

### Sezione 3
|  | Primo turno       | Primo turno              | Primo turno              | Primo turno | Primo turno |  |  | Secondo turno | Secondo turno  | Secondo turno  | Secondo turno  | Secondo turno  |    |    | Ultimo turno | Ultimo turno | Ultimo turno | Ultimo turno | Ultimo turno |  |
|  |                   |                          |                          |             |             |  |  |               |                |                |                |                |    |    |              |              |              |              |              |  |
|  |                   |                          |                          |             |             |  |  |               |                |                |                |                |    |    |              |              |              |              |              |  |
|  |                   |                          |                          |             |             |  |  | 3             | Frank Moser    | Frank Moser    | 6              | 6              |    |    |              |              |              |              |              |  |
|  | Rahil Makharia    | Rahil Makharia           | Rahil Makharia           | 6           | 6           |  |  |               | Rahil Makharia | Rahil Makharia | 1              | 0              |    |    |              |              |              |              |              |  |
|  | Shawtawu Engineer | Shawtawu Engineer        | Shawtawu Engineer        | 0           | 0           |  |  |               |                |                |                |                |    |    | 3            | Frank Moser  | Frank Moser  | 7            | 7            |  |
|  | Mustafa Ghouse    | Mustafa Ghouse           | Mustafa Ghouse           | 6           | 6           |  |  |               |                |                | Mustafa Ghouse | Mustafa Ghouse | 63 | 69 |              |              |              |              |              |  |
|  | Krishank Shah     | Krishank Shah            | Krishank Shah            | 0           | 1           |  |  |               | Mustafa Ghouse | 6              | 3              | 6              |    |    |              |              |              |              |              |  |
|  | 8                 | Vishnu Vardhan           | Vishnu Vardhan           | 7           | 6           |  |  | 8             | Vishnu Vardhan | 0              | 6              | 3              |    |    |              |              |              |              |              |  |
|  |                   | Ranjeet Virali-Murugesan | Ranjeet Virali-Murugesan | 5           | 3           |  |  |               |                |                |                |                |    |    |              |              |              |              |              |  |

### Sezione 4
|  | Primo turno     | Primo turno     | Primo turno     | Primo turno | Primo turno |  |  | Secondo turno | Secondo turno         | Secondo turno         | Secondo turno | Secondo turno |   |   | Ultimo turno | Ultimo turno          | Ultimo turno | Ultimo turno | Ultimo turno |  |
|  |                 |                 |                 |             |             |  |  |               |                       |                       |               |               |   |   |              |                       |              |              |              |  |
|  |                 |                 |                 |             |             |  |  |               |                       |                       |               |               |   |   |              |                       |              |              |              |  |
|  |                 |                 |                 |             |             |  |  | 4             | Martijn Van Haasteren | Martijn Van Haasteren | 6             | 6             |   |   |              |                       |              |              |              |  |
|  | Shivang Mishra  | Shivang Mishra  | 2               | 6           | 7           |  |  |               | Shivang Mishra        | Shivang Mishra        | 2             | 2             |   |   |              |                       |              |              |              |  |
|  | Mithun Murali   | Mithun Murali   | 6               | 1           | 5           |  |  |               |                       |                       |               |               |   |   | 4            | Martijn Van Haasteren | 65           | 6            | 4            |  |
|  | Arjun Goutham   | Arjun Goutham   | Arjun Goutham   | 7           | 6           |  |  |               |                       | 5                     | Jasper Smit   | 7             | 4 | 6 |              |                       |              |              |              |  |
|  | Kiran Nandkumar | Kiran Nandkumar | Kiran Nandkumar | 5           | 4           |  |  |               | Arjun Goutham         | 4                     | 7             | 1             |   |   |              |                       |              |              |              |  |
|  |                 |                 |                 |             |             |  |  | 5             | Jasper Smit           | 6                     | 68            | 6             |   |   |              |                       |              |              |              |  |
|  |                 |                 |                 |             |             |  |  |               |                       |                       |               |               |   |   |              |                       |              |              |              |  |